# یواس‌اس بوکسیت (آی‌ایکس-۱۵۴)
یواس‌اس بوکسیت (آی‌ایکس-۱۵۴) (به انگلیسی: USS Bauxite (IX-154)) یک کشتی بود که طول آن ۳۶۶ فوت ۴ اینچ (۱۱۱٫۶۶ متر) بود. این کشتی در سال ۱۹۴۳ ساخته شد.